# 청춘극장 (소설)
청춘극장(靑春劇場)은 1954년에 발표된 대한민국 소설가 김내성(金來成)의 중편 대하 소설이다.

## 작품 관련
이 소설 작품은 일제 강점기 조선국 말기 시대 젊은 청춘 남녀의 애정 문제와 조국 독립 운동의 사회상을 묘하게 곁들인 중편 대하 소설이다

## 영화 작품 리메이크 관련
이 소설 작품은 발표된지 불과 5년 후 1959년 홍성기 감독에 의하여 영화화되기도 하였다.